# Salix bebbiana
Salix bebbiana là một loài thực vật có hoa trong họ Liễu. Loài này được Sarg. miêu tả khoa học đầu tiên năm 1895.

## Hình ảnh

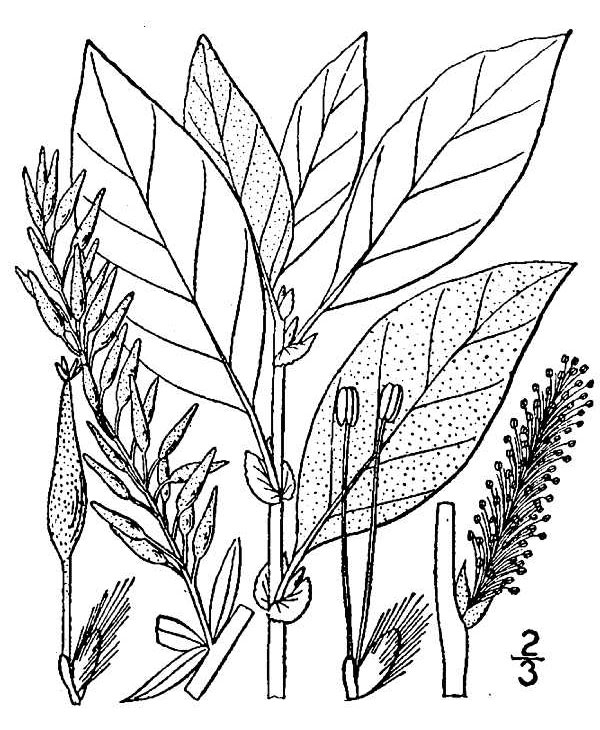
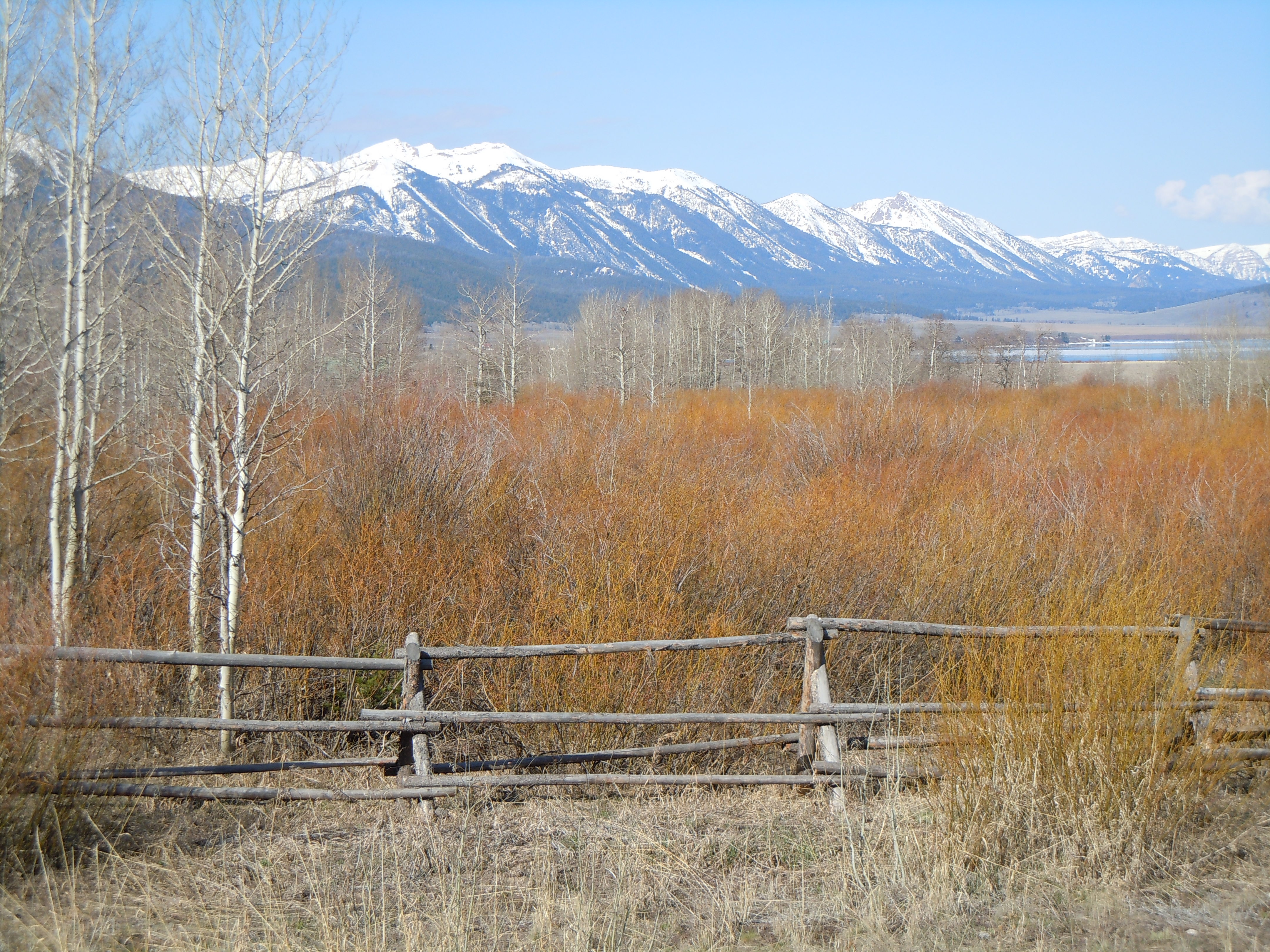
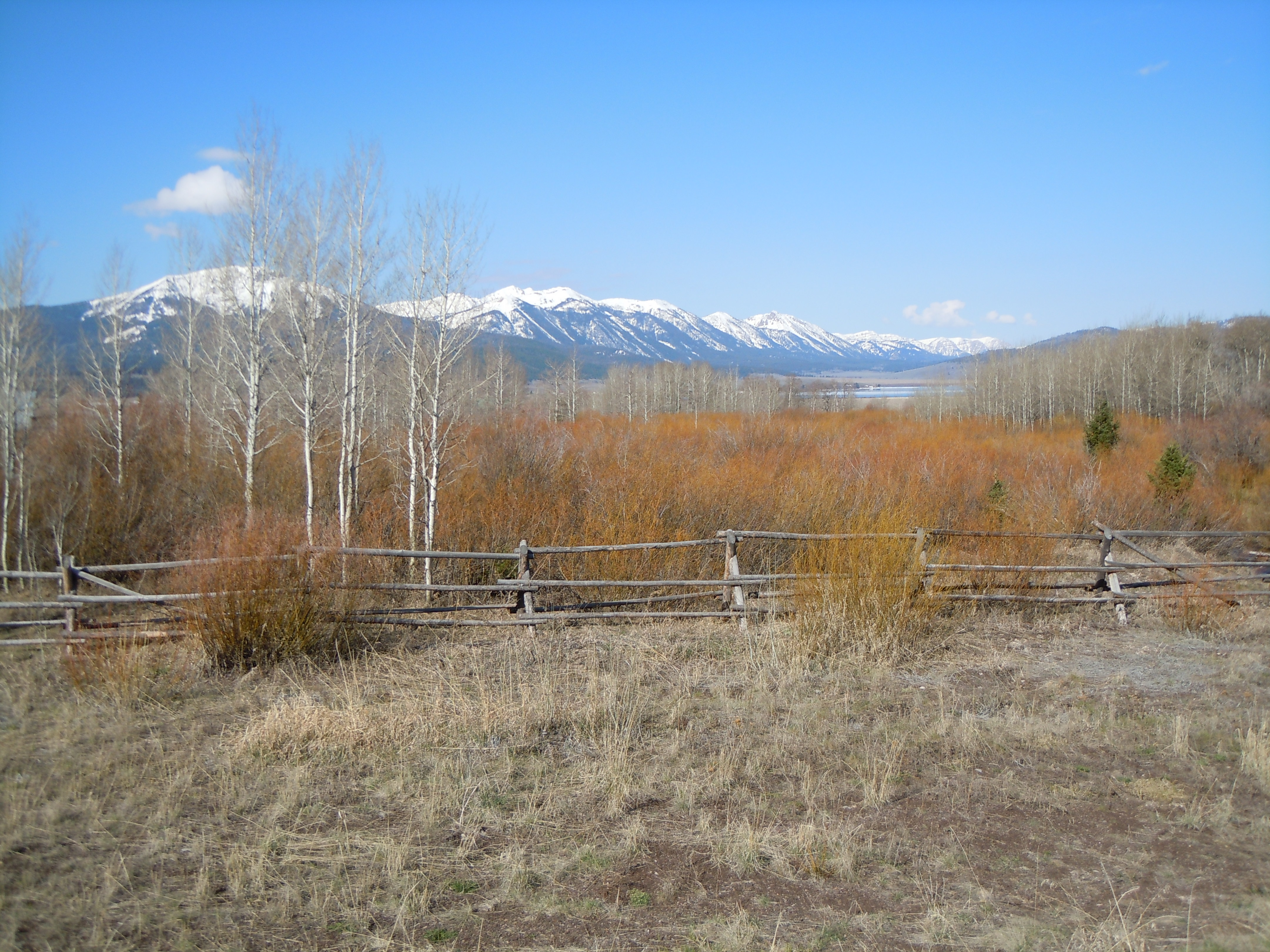
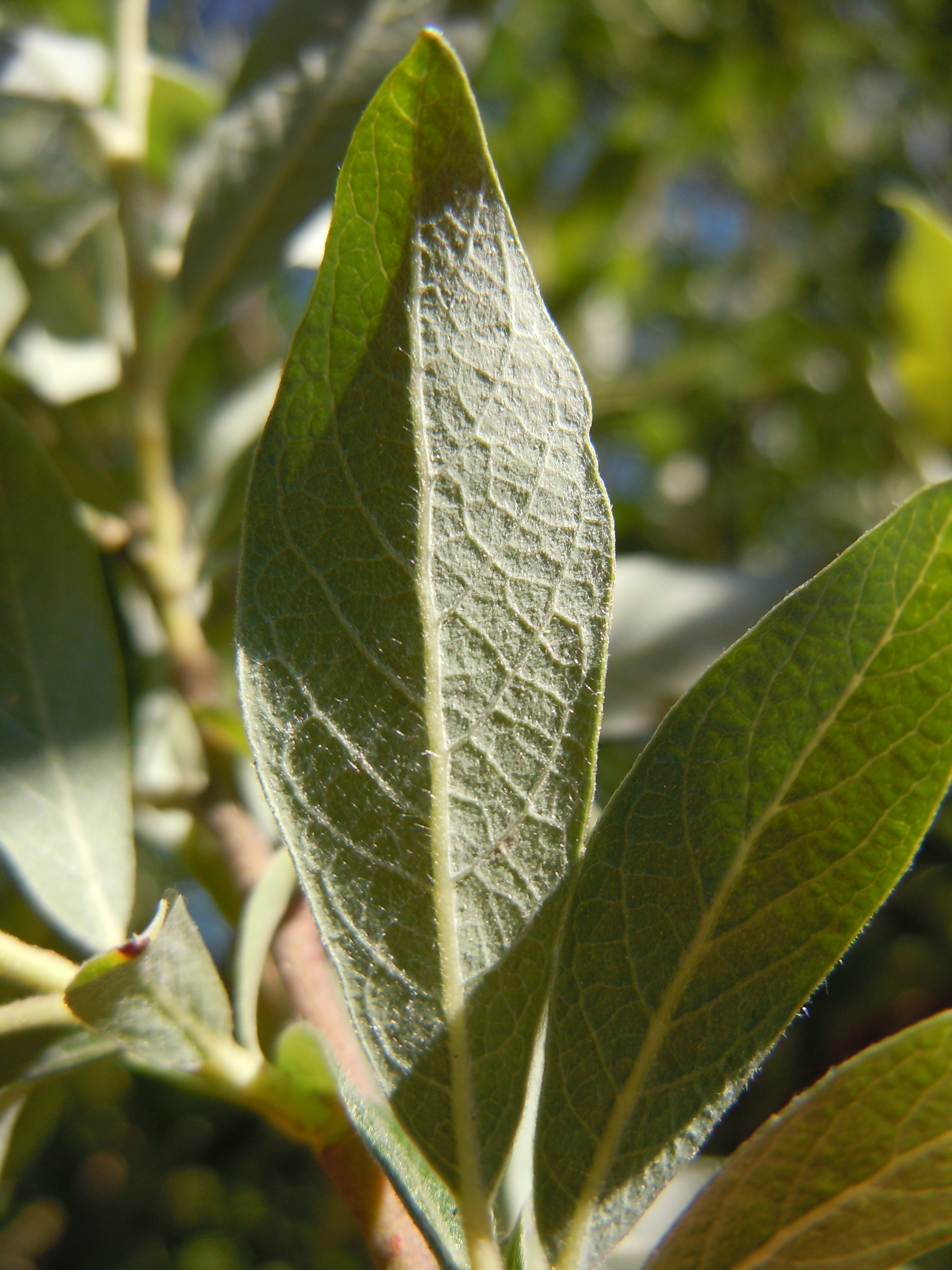